# Dunlap-Klasse
Die Dunlap-Klasse war ein Teil der Zerstörerkräfte der United States Navy vor und während des Zweiten Weltkrieges.
Insgesamt wurden zwei Schiffe gebaut, (USS Dunlap (DD-384) und USS Fanning (DD-385)), die ursprünglich zur Mahan-Klasse gezählt werden sollten, wegen der allzu gravierenden Veränderungen dann aber in eine eigene, die „Dunlap-Klasse“, eingereiht wurden.
Der Unterschied zur Mahan-Klasse bestand in den geschlossenen Geschütztürmen (von den fünf geplanten konnten jedoch nur die beiden vorderen aufgestellt werden, da Lieferschwierigkeiten bestanden), anstelle des Dreibeinmastes hinter der Brücke wurde ein Pfahlmast verwendet, der hintere Mast wurde weggelassen, das Schanzkleid bis zum hinteren Schornstein verlängert, und die Maschinenleistung wurde um 2.000 PS auf 50.000 PS angehoben. Die beiden Schiffe waren mit den von General Electric neuentwickelten Hochdruck-Heißdampfturbinen mit höherer Drehzahl als die bisher verwendeten Parsons-Turbinen ausgerüstet.
Durch die Kampfwertsteigerung der Mahan-Klasse im Jahre 1944 erhielten diese Einheiten dann das ungefähre Aussehen der Schiffe der Dunlap-Klasse.
Die Geschütze waren in einer Linie aufgestellt, die beiden vorderen in geschlossenen Türmen (enclosed shields), die anderen drei in offener Lafettierung. Dadurch war es notwendig, das hinterste Geschütz (Geschütz Z) gegen den Mündungsdruck des darüberliegenden (Geschütz Y) durch ein Abweiserblech zu schützen. Zunächst war nur der Einbau eines Satzes von vier Torpedorohren auf dem Dach des Deckshauses zwischen den Schornsteinen vorgesehen. Dann erhöhte man jedoch die Anzahl der Torpedorohre auf insgesamt zwölf in drei Vierlingssätzen. Dies bedeutete, dass die beiden zusätzlichen Rohrsätze auf dem Deck hinter dem achteren Schornstein aufgestellt werden mussten. In dieser Position lagen sie jedoch sehr nah über der Wasseroberfläche, was bei schwerem Seegang die Handhabung erheblich erschwerte und was man durch die Erhöhung des Schanzkleides zu verhindern versuchte.

## Bewaffnung bis zur Modernisierung
- 5 × 5"-L/38-(127-mm)-Geschütz M12 in zwei Türmen und drei M21-Lafetten. Die Geschütze Nr. 51[2] und Nr. 52 auf der Back, ein Geschütz auf dem Deckshaus hinter dem Schornstein (Nr. 53 – dieses war in der Längsrichtung nicht einsetzbar), sowie die beiden Heckgeschütze Nr. 54 und 55.
- 4 × 12,7-mm-M2-Browning-Maschinengewehr, zwei auf einer Plattform vor und unterhalb der Brücke und zwei auf dem Deckshaus vor dem Geschütz Nr. 54
- 12 × 21"-Torpedorohr (3×4)
- 2 × Wasserbomben-Abrollgestell am Heck

## Modernisierung
Bereits 1942 wurden die Artillerie und die Flugabwehr geändert. Ein 127-mm-Geschütz und die 12,7-mm-Maschinengewehre fielen weg, dafür kamen acht 20-mm-Maschinenkanonen an Bord.
Im Jahr 1943 wurden die beiden Schiffe nochmals kampfwertgesteigert.
- Ausrüstung mit Ortungs- und Feuerleitradar „Mk 33 Gun Fire Control System“
- Ausrüstung mit Radarantenne „Mk 4 o“
- zusätzliche Aufstellung von 40-mm-Bofors-Flugabwehrgeschützen

### Bewaffnung
- 2 × 5"-L/38-(127-mm)-Geschütz M12 in Türmen
- 2 × 5"-L/38 (127-mm)-Geschütz M12 in M21-Lafetten
- 4 × (2×2) Bofors-40-mm-Flugabwehrkanonen
- 5 × Oerlikon-20-mm-Maschinenkanonen
- 8 × M15 21"-(533-mm)-Torpedorohr
- 2 × Wasserbombenabrollgestell am Heck
- 4 × K-gun-Wasserbombenwerfer an Backbord und Steuerbord in Höhe des Geschützes Nr. 53